# کایل آلمن جونیور
کایل آلمن جونیور (انگلیسی: Kyle Allman Jr.؛ زادهٔ ۲ سپتامبر ۱۹۹۷) بازیکن بسکتبال اهل ایالات متحده آمریکا است.